# Misogamie
Der Hass auf die Ehe oder die Abneigung gegen die Ehe wird als Misogamie (gr. μισεῖν von misein „hassen“ und γάμος gamos „Ehe“) bezeichnet.
Im späten Mittelalter und in der frühen Neuzeit war die Ehe und die Frage der Verehelichung von Männern und Frauen speziell in Italien, England und im deutschsprachigen Raum unter Kirchenvertretern und Gebildeten ein viel diskutiertes Thema, das stark polarisierte.
Die von Albrecht von Eyb im Jahre 1472 gestellte Frage ob einem Manne sey zu nemen ein eelichs weyb oder nit wurde entweder in misogamischer oder philogamischer Art beantwortet. Mit der Misogamie einher ging die Misogynie, die Frauenverachtung (oder auch „Frauenschelte“), die von Christine de Pizan als Eheverachtung angeprangert wurde. 1523 schrieb Erasmus von Rotterdam über die Virgo misogamos, eine Jungfrau, welche die Ehe verachte und lieber ins Kloster gehe, später aber durch die Liebe „geheilt“ werde – bis heute ein beliebtes Thema in melodramatischen Werken aller Art.